# Bacino del Torrente Letojanni
Bacino del Torrente Letojanni este o arie protejată (arie specială de conservare — SAC, sit de importanță comunitară — SCI) din Italia întinsă pe o suprafață de 1.308 ha, integral pe uscat.

## Localizare
Centrul sitului Bacino del Torrente Letojanni este situat la coordonatele 37°53′30″N 15°15′52″E / 37.891797°N 15.264571°E.

## Înființare
Situl Bacino del Torrente Letojanni a fost declarat sit de importanță comunitară în septembrie 1995 pentru a proteja 2 specii de plante și 5 specii de animale. Situl a fost protejat și ca arie specială de conservare în decembrie 2015.

## Biodiversitate
Situată în ecoregiunea mediteraneană, aria protejată conține 12 habitate naturale: Galerii de Salix alba și de Populus alba, Tufărișuri termo-mediteraneene și de pre-deșert, Fânețe de joasă altitudine (Alopecurus pratensis, Sanguisorba officinalis), Râuri cu maluri nămoloase cu vegetație de Chenopodion rubri p.p. și Bidention p.p., Galerii și tufărișuri riverane sudice (Nerio-Tamaricetea și Securinegion tinctoriae), Pseudostepă cu ierburi și specii anuale de Thero-Brachypodietea, Păduri de Castanea sativa, Păduri de Platanus orientalis și Liquidambar orientalis (Platanion orientalis), Păduri de stejar alb estice, Râuri mediteraneene cu debit intermitent, cu specii de Paspalo-Agrostidion, Grohotișuri termofile și vest-mediteraneene, Pante stâncoase calcaroase cu vegetație casmofită.
La baza desemnării sitului se află mai multe specii protejate:
- plante (2): Dianthus rupicola, Ophrys lunulata
- păsări (5): Alectoris graeca whitakeri, acvilă de munte (Aquila chrysaetos), Aquila fasciata, șoim călător (Falco peregrinus), viespar (Pernis apivorus)

Pe lângă speciile protejate, pe teritoriul sitului au mai fost identificate 22 de specii de plante, 3 specii de amfibieni, 45 de specii de nevertebrate, 4 specii de reptile.